# Rüggen

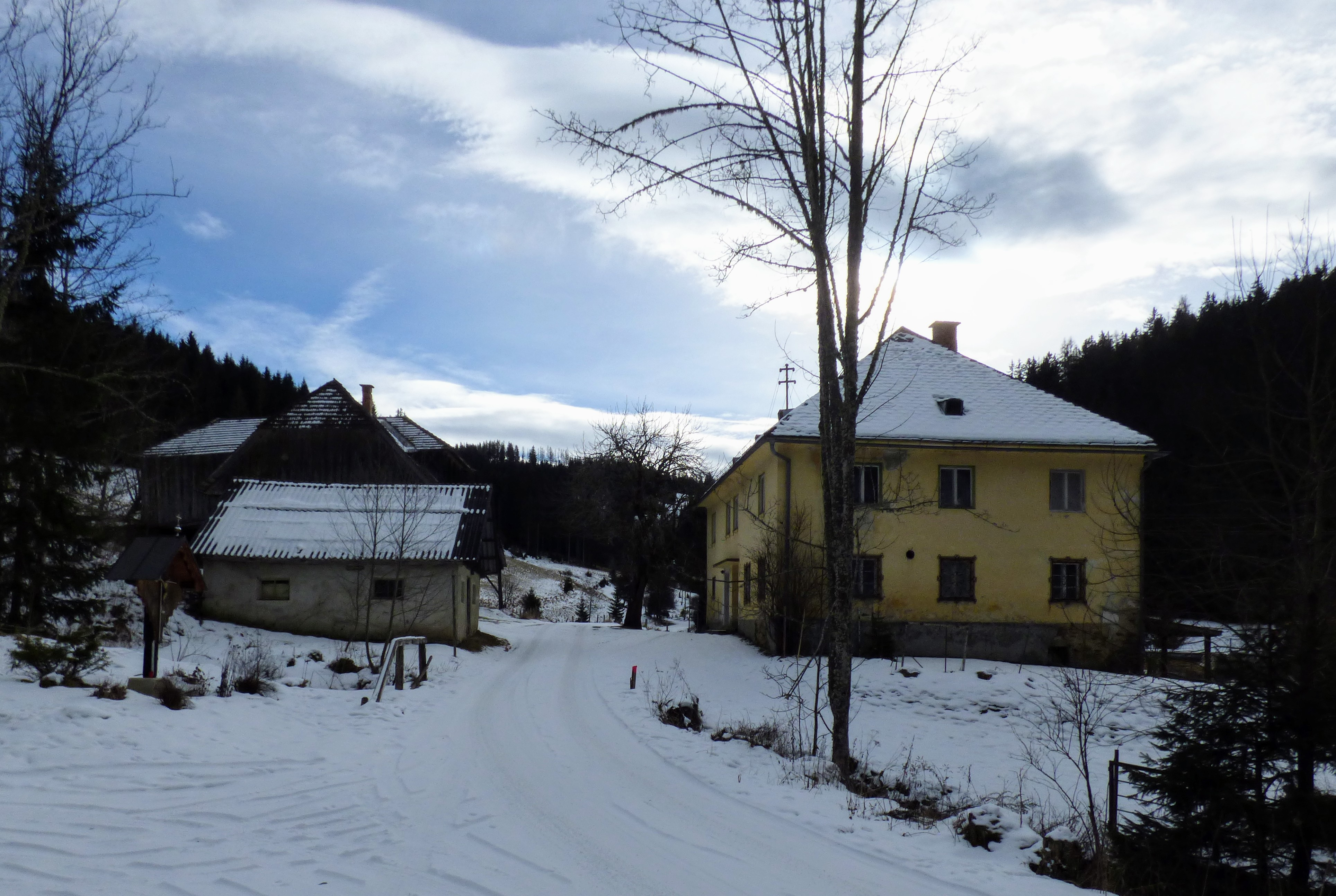
Hoanzl, Rüggen Nr. 11

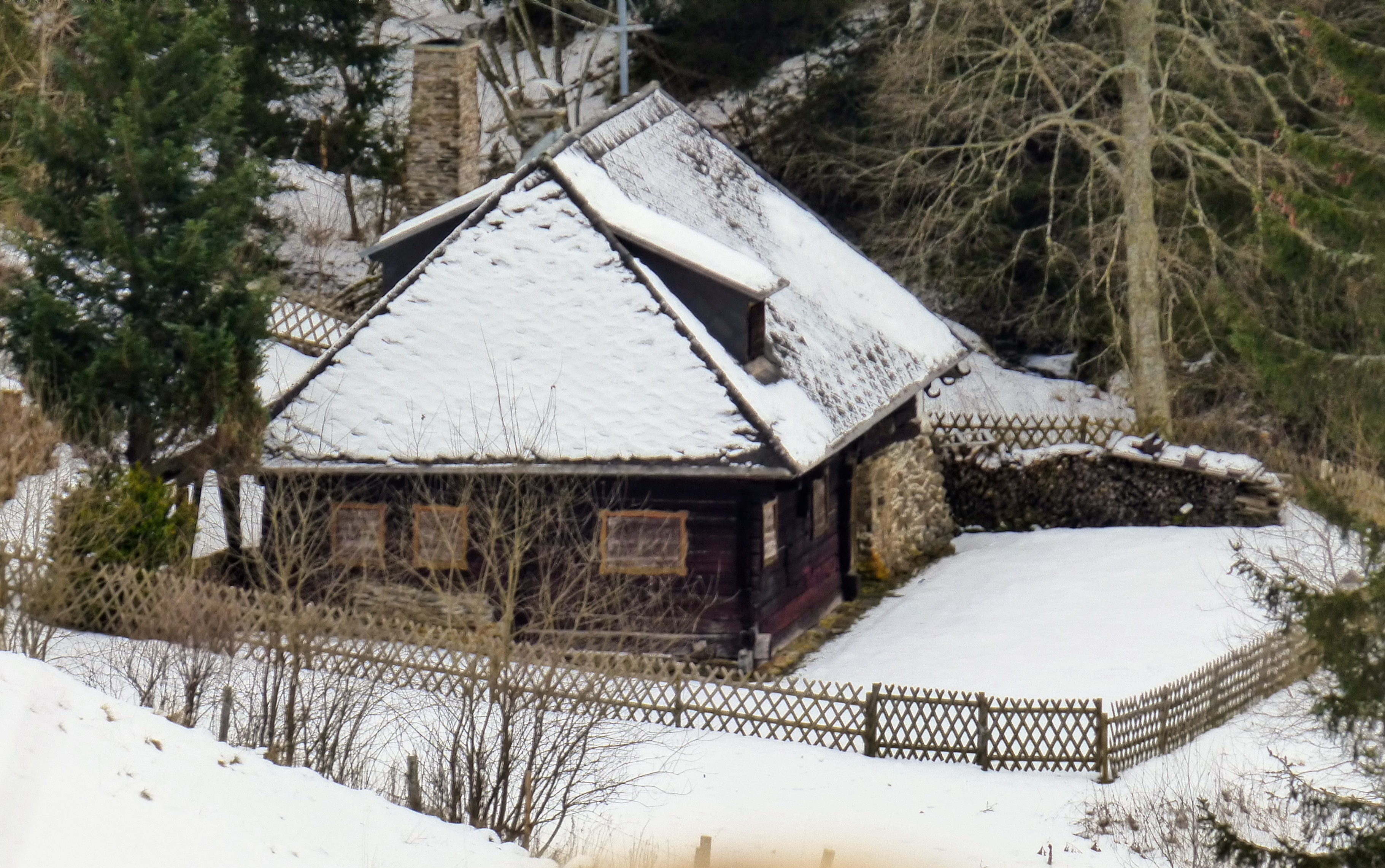
Rüggen Nr. 12

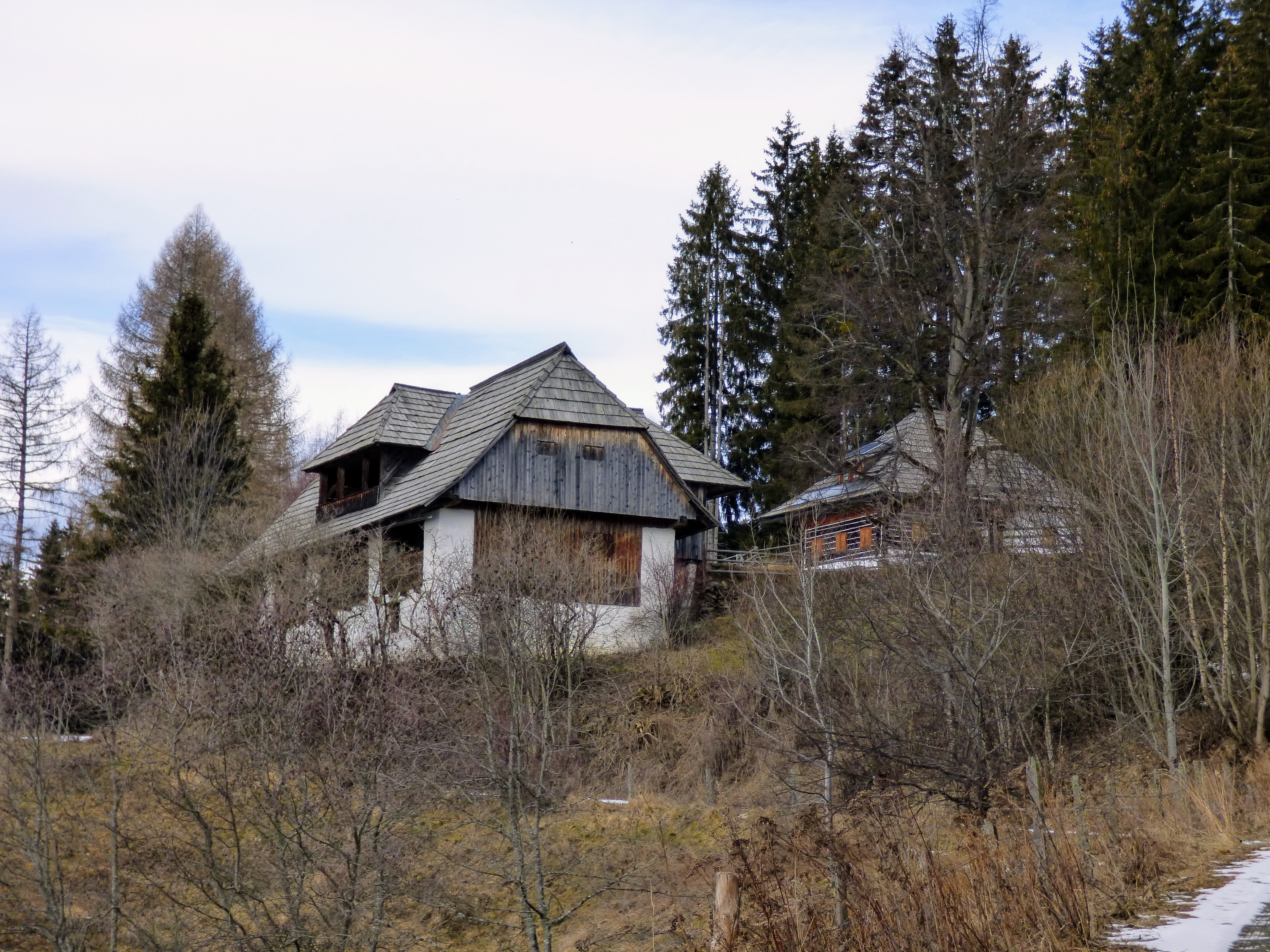
Zöhrer, Rüggen Nr. 15

Rüggen (im 19. Jahrhundert auch Riggen, wohl abgeleitet von slowenisch reka = Bach) ist eine Ortschaft in der Gemeinde Eberstein im Bezirk Sankt Veit an der Glan in Kärnten (Österreich). Die Ortschaft hat 0 Einwohner (Stand 1. Jänner 2024).

## Lage
Die Ortschaft liegt im Südosten der Gemeinde Eberstein, auf dem Gebiet der Katastralgemeinde Rüggen. Die wenigen Höfe, die alle nur auf unbefestigten Nebenstraßen erreichbar sind, erstrecken sich über etwa 3 km Luftlinie hinweg an den Hängen der Saualpe, zwischen den Orten Hochfeistritz und Diex. Folgende Hofnamen werden in der Ortschaft geführt: Ladinig (Nr. 2), Lobnig (Nr. 5), Guess (Nr. 8), Ferlinka/Skoff (Nr. 9), Hoanzl (Nr. 11), Petschgonmühl (Nr. 13), Zöhrer (Nr. 15) und Harrach (Nr. 19).

## Geschichte
Auf dem Gebiet der Katastralgemeinde Rüggen liegend, gehörte der Ort in der ersten Hälfte des 19. Jahrhunderts zum Steuerbezirk Eberstein. Bei Bildung der Ortsgemeinden im Zuge der Reformen nach der Revolution 1848/49 kam Rüggen an die Gemeinde Hochfeistritz. Bei Auflösung der Gemeinde Hochfeistritz kam der Ort 1871 an die Gemeinde Eberstein.
Im Zuge der Höhen- und Landflucht wurden die Höfe im 20. Jahrhundert nach und nach teils völlig aufgegeben, teils nur mehr als Nebenwohnsitz genutzt. So ist die Ortschaft, die Mitte des 19. Jahrhunderts noch mehr als 100 Einwohner zählte, heute nicht mehr ständig bewohnt.

## Bevölkerungsentwicklung
Für die Ortschaft ermittelte man folgende Einwohnerzahlen:
- um 1840: 21 Häuser[3]
- 1854: 93 Einwohner[4]
- 1869: 16 Häuser, 105 Einwohner[5]
- 1880: 17 Häuser, 98 Einwohner[6]
- 1890: 17 Häuser, 79 Einwohner[7]
- 1900: 17 Häuser, 76 Einwohner[8]
- 1910: 16 Häuser, 76 Einwohner[9]
- 1923: 15 Häuser, 69 Einwohner[10]
- 1934: 50 Einwohner[11]
- 1961: 6 Häuser, 20 Einwohner[12]
- 2001: 8 Gebäude (davon 0 mit Hauptwohnsitz) mit 7 Wohnungen; 0 Einwohner und 0 Nebenwohnsitzfälle; 0 Haushalte; 0 Arbeitsstätten, 0 land- und forstwirtschaftliche Betriebe[13]
- 2011: 7 Gebäude, 0 Einwohner, 0 Haushalte, 0 Arbeitsstätten[14]
- 2021: 2 Gebäude, 0 Einwohner, 0 Haushalte, 0 Arbeitsstätten[15]